# 2001–2002-es angol labdarúgó-bajnokság (első osztály)
Az angol labdarúgó-bajnokság első osztályának 2001–2002-es kiírása volt a Premier League tizedik szezonja. Az Arsenal nyerte a bajnoki címet története során tizenkettedik alkalommal. Az Liverpool végzett a második, míg a Manchester United a harmadik helyen.

## Feljutó csapatok
A Fulham 101 ponttal nyerte meg a másodosztályt, a másodikként a Blackburn Rovers jutott fel, míg a rájátszást az Bolton Wanderers nyerte meg a Preston North End ellen.

### Kieső csapatok
A szezon végén a Ipswich Town, a Derby County és a Leicester City esett ki, utóbbi mindössze 28 ponttal és 5 győzelemmel esett ki.

## Végeredmény
| #  | Csapat             | Mérk. | GY | D  | V  | RG | KG | GK  | P  | Megjegyzés                                                |
| -- | ------------------ | ----- | -- | -- | -- | -- | -- | --- | -- | --------------------------------------------------------- |
| 1  | Arsenal (B)        | 38    | 26 | 9  | 3  | 79 | 36 | 43  | 87 | 2002–2003-as UEFA-bajnokok ligája - csoportkör            |
| 2  | Liverpool          | 38    | 24 | 8  | 6  | 67 | 30 | 37  | 80 | 2002–2003-as UEFA-bajnokok ligája - csoportkör            |
| 3  | Manchester United  | 38    | 24 | 5  | 9  | 87 | 45 | 42  | 77 | 2002–2003-as UEFA-bajnokok ligája - harmadik selejtezőkör |
| 4  | Newcastle United   | 38    | 21 | 8  | 9  | 74 | 52 | 22  | 71 | 2002–2003-as UEFA-bajnokok ligája - harmadik selejtezőkör |
| 5  | Leeds United       | 38    | 18 | 12 | 8  | 53 | 37 | 16  | 66 | 2002–2003-as UEFA-kupa - első kör                         |
| 6  | Chelsea            | 38    | 17 | 13 | 8  | 66 | 38 | 28  | 64 | 2002–2003-as UEFA-kupa - első kör                         |
| 7  | West Ham United    | 38    | 15 | 8  | 15 | 48 | 57 | −9  | 53 |                                                           |
| 8  | Aston Villa        | 38    | 12 | 14 | 12 | 46 | 47 | −1  | 50 | 2002-es Intertotó-kupa - harmadik kör                     |
| 9  | Tottenham Hotspur  | 38    | 14 | 8  | 16 | 49 | 53 | −4  | 50 |                                                           |
| 10 | Blackburn Rovers   | 38    | 12 | 10 | 16 | 55 | 51 | 4   | 46 | 2002–2003-as UEFA-kupa - első kör                         |
| 11 | Southampton        | 38    | 12 | 9  | 17 | 46 | 54 | −8  | 45 |                                                           |
| 12 | Middlesbrough      | 38    | 12 | 9  | 17 | 35 | 47 | −12 | 45 |                                                           |
| 13 | Fulham             | 38    | 10 | 14 | 14 | 36 | 44 | −8  | 44 | 2002-es Intertotó-kupa - második kör                      |
| 14 | Charlton Athletic  | 38    | 10 | 14 | 14 | 38 | 49 | −11 | 44 |                                                           |
| 15 | Everton            | 38    | 11 | 10 | 17 | 45 | 57 | −12 | 43 |                                                           |
| 16 | Bolton Wanderers   | 38    | 9  | 13 | 16 | 44 | 62 | −18 | 40 |                                                           |
| 17 | Sunderland         | 38    | 10 | 10 | 18 | 29 | 51 | −22 | 40 |                                                           |
| 18 | Ipswich Town (K)   | 38    | 9  | 9  | 20 | 41 | 64 | −23 | 36 | Kiesett a másodosztályba                                  |
| 19 | Derby County (K)   | 38    | 8  | 6  | 24 | 33 | 63 | −30 | 30 | Kiesett a másodosztályba                                  |
| 20 | Leicester City (K) | 38    | 5  | 13 | 20 | 30 | 64 | −34 | 28 | Kiesett a másodosztályba                                  |

# = Lejátszott mérkőzések; GY = Megnyert mérkőzés; D = Döntetlen mérkőzés; V = Elvesztett mérkőzés; RG = Rúgott gólok; KG = Kapott gólok; GK = Gól különbség; P = Pontok

## Statisztikák
| Helyezés | Játékos                 | Csapat                             | Gólok |
| -------- | ----------------------- | ---------------------------------- | ----- |
| 1        | Thierry Henry           | Arsenal                            | 24    |
| 2        | Jimmy Floyd Hasselbaink | Chelsea                            | 22    |
| 2        | Ruud van Nistelrooy     | Manchester United                  | 23    |
| 2        | Alan Shearer            | Newcastle United                   | 23    |
| 5        | Michael Owen            | Liverpool                          | 19    |
| 6        | Ole Gunnar Solskjær     | Manchester United                  | 17    |
| 7        | Robbie Fowler           | Liverpool/Leeds                    | 15    |
| 8        | Eiður Guðjohnsen        | Chelsea                            | 14    |
| 8        | Marian Pahars           | Southampton                        | 14    |
| 10       | Andrew Cole             | Manchester United/Blackburn Rovers | 13    |

| Helyezés | Játékos         | Csapat            | Gólpasszok |
| -------- | --------------- | ----------------- | ---------- |
| 1        | Laurent Robert  | Newcastle United  | 16         |
| 2        | Robert Pirès    | Arsenal           | 15         |
| 3        | Ryan Giggs      | Manchester United | 13         |
| 4        | Dennis Bergkamp | Arsenal           | 11         |
| 4        | Nolberto Solano | Newcastle United  | 11         |
| 6        | David Beckham   | Manchester United | 8          |

## Havi díjak
| Hónap      | A hónap edzője                               | A hónap játékosa                         |
| ---------- | -------------------------------------------- | ---------------------------------------- |
| Augusztus  | Sam Allardyce (Bolton Wanderers)             | Louis Saha (Fulham)                      |
| Szeptember | John Gregory (Aston Villa)                   | Juan Sebastián Verón (Manchester United) |
| Október    | Glenn Hoddle (Tottenham Hotspur)             | Rio Ferdinand (Leeds United)             |
| November   | Phil Thompson (Liverpool)                    | Danny Murphy (Liverpool)                 |
| December   | Bobby Robson (Newcastle United)              | Ruud van Nistelrooy (Manchester United)  |
| Január     | Gordon Strachan (Southampton)                | Marcus Bent (Ipswich Town)               |
| Február    | Bobby Robson (Newcastle United)              | Ruud van Nistelrooy (Manchester United)  |
| Március    | Gérard Houllier és Phil Thompson (Liverpool) | Dennis Bergkamp (Arsenal)                |
| Április    | Arsène Wenger (Arsenal)                      | Fredrik Ljungberg (Arsenal)              |

## Bajnokcsapat-keret
| #  |     | Poszt | Név               |
| -- | --- | ----- | ----------------- |
| 1  | ENG | K     | David Seaman      |
| 2  | ENG | V     | Lee Dixon         |
| 3  | ENG | V     | Ashley Cole       |
| 4  | FRA | KP    | Patrick Vieira    |
| 5  | ENG | V     | Martin Keown      |
| 6  | ENG | V     | Tony Adams        |
| 7  | FRA | KP    | Robert Pirès      |
| 8  | SWE | KP    | Fredrik Ljungberg |
| 9  | ENG | CS    | Francis Jeffers   |
| 10 | NED | CS    | Dennis Bergkamp   |
| 11 | FRA | CS    | Sylvain Wiltord   |
| 12 | CMR | V     | Lauren            |
| 13 | ENG | K     | Stuart Taylor     |

| #  |       | Poszt | Név                      |
| -- | ----- | ----- | ------------------------ |
| 14 | FRA   | CS    | Thierry Henry            |
| 15 | ENG   | KP    | Ray Parlour              |
| 16 | NED   | V     | Giovanni van Bronckhorst |
| 17 | BRA   | KP    | Edu                      |
| 18 | FRA   | V     | Gilles Grimandi          |
| 19 | Japán | KP    | Junichi Inamoto          |
| 20 | ENG   | V     | Matthew Upson            |
| 21 | LAT   | V     | Igors Stepanovs          |
| 22 | UKR   | V     | Oleg Luzhny              |
| 23 | ENG   | V     | Sol Campbell             |
| 24 | ENG   | K     | Richard Wright           |
| 25 | NGA   | CS    | Nwankwo Kanu             |
| 30 | FRA   | CS    | Jérémie Aliadière        |